# Картографічна генералізація

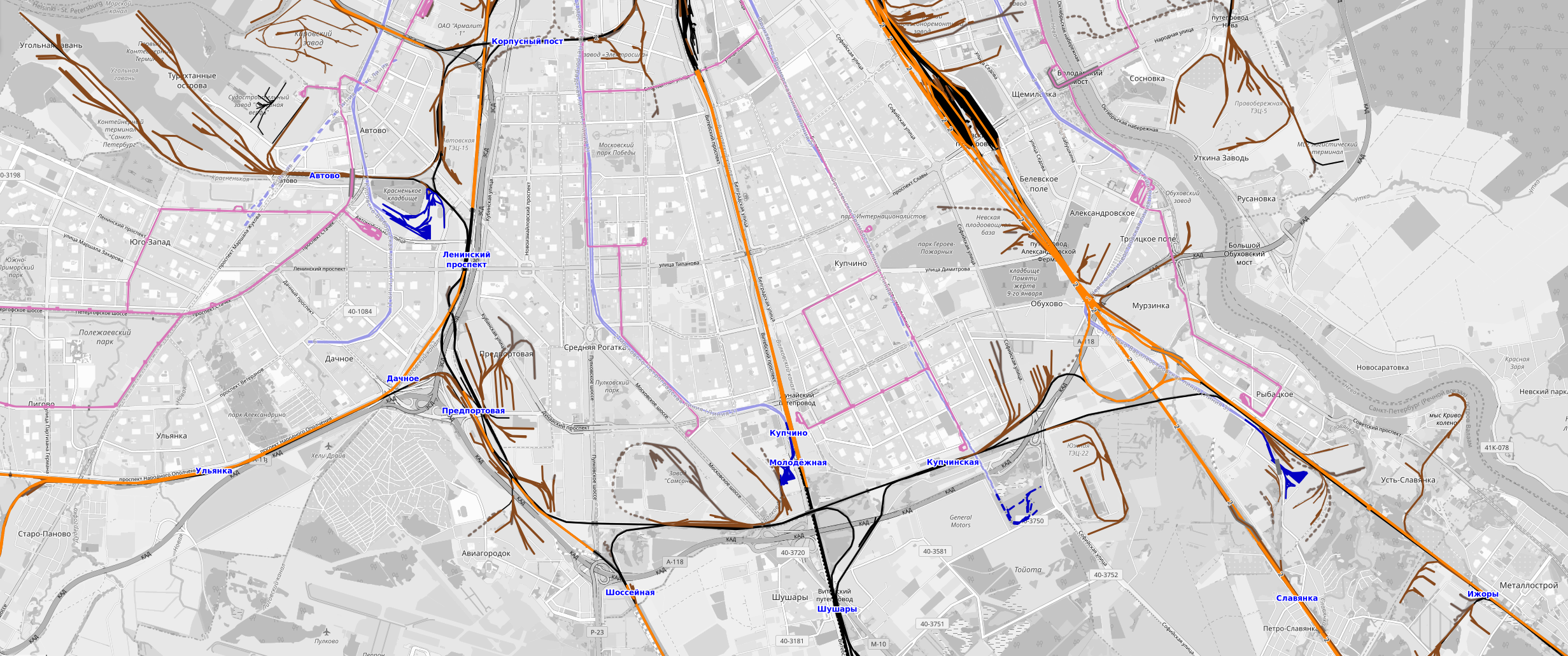

Приклад картографічної генералізації через зменшення деталізації карти залізничних шляхів

Генералізація (англ. cartographical generalization, нім. Generalisierung f) — процес відбору і узагальнення якісних і кількісних характеристик елементів карти в картографії. Мета генералізації — виділення основних типових рис та особливостей об'єкта згідно з призначенням карти, її масштабом. При складанні карт одними з найскладніших і найважливіших питань є питання вибору відображення, які об'єкти місцевості слід залишити, а які узагальнити (показати групу єдиним об'єктом), пропустити, які ознаки об'єктів важливі для кінцевого користувача карти. Генералізація дозволяє усунути другорядні деталі та акцентувати для користувача найбільш суттєві елементи.

## Фактори
Головні фактори для прийняття рішень щодо застосування методів генералізації в процесі складання карт:
- Призначення.
- Зміст.
- Тип.
- Масштаб. Чим він дрібніший, тим менше об'єктів може бути показано на карті тієї самої місцевості. Зі зменшенням масштабу зростає просторове охоплення місцевості, що нівелює значення окремих елементів для загального сприйняття інформації на карті, прямо заважає виділенню загальних закономірностей[2].
- Особливості території. Важливо передати характерні особливості території і не переобтяжувати карту малозмістовними елементами, що не репрезентують її, або не відіграють важливу роль у певних видах людської діяльності на тематичних картах. Наприклад, в районах з гумідним кліматом водні об'єкти зображують на карті конкретного масштабу лише за перевищення їхньої площі певних показників, а в аридних — будь-які водойми, колодязі, джерела[2].
- Вивченість території. Визначає деталізацію об'єктів що будуть зображуватись на карті, їхні ознаки і характеристики, до повної схематизації зображуваної місцевості[2].
- Особливості оформлення. Матеріал на якому буде виготовлена карта, палітра кольорів та технологія нанесення визначають кількість зображуваних елементів місцевості на одиницю площі без типографського спотворення. Загалом збільшення кількості кольорів дозволяє ущільнювати відображувану інформацію, навіть за часткового перекривання об'єктів їхня зчитуємість за контрастного поєднання кольорів не втрачається[2].

## Методи
За довгі роки розвитку наукової дисципліни картографами було розроблено різноманітні методи генералізації відображуваної на картах інформації. Під час складання карт вони використовуються комплексно у поєднанні один з іншим, щоб в кінцевому творі не відбулось грубого порушення просторових взаємозв'язків між всіма об'єктами. Головні методи картографічної генералізації:
- Відбір об'єктів (фільтрування, пропуск). Визначення доцільності зображення і класифікація об'єктів до груп, які будуть показані на карті даного масштабу, а які будуть пропущені. Для карт різного масштабу визначається запланованим інформаційним навантаженням кінцевого твору. Для тематичних карт головним критерієм є відношення об'єктів до відображуваної тематики. Наприклад, гідрографічна мережа може бути пропущена на адміністративних картах, але не населені пункти, що є центрами адміністративних одиниць. Для карти ґрунтового покриву навпаки, важливо зобразити саме дренуючу мережу, замість розташування населених пунктів. При відборі об'єктів оперують такими кількісними показниками, як ценз (визначає значимість об'єктів для відбору) та норма відбору (обмежує граничну кількість зображуваних відібраних об'єктів на одиницю площі карти). Для топографічних карт і планів це роблять згідно визначених нормативів «Основних положень створення та оновлення топографічних карт»[2].
- Узагальнення характеристик.
  - Кількісних. Зменшення кількості об'єктів, які подають значення конкретних величин, через збільшення довжини інтервалів цих значень. Наприклад, для гіпсометричного відображення рельєфу рівнинної місцевості на картах масштабу 1 : 10 000 основні горизонталі подаються через 1 або 2 м, а на карті 1 : 50 000 — тільки через 10 м[1].
  - Якісних. Зменшення кількості об'єктів певного типу через узагальнення їхніх якісних характеристик, тобто зображення групи дещо відмінних об'єктів (різновидів) через один з узагальнюючими характеристиками (типовий)[1]. Наприклад, на крупномасштабних картах лісових масивів можна окремо показати ділянки різної таксації, видів дерев, окремо хвойні бори і листяні груди. Для дрібномасштабних карт потрібно робити узагальнення характеристики єдиного лісового масиву, показувати мішаний ліс.
- Інтегрування, тобто перехід від простих об'єктів до складних. Використання на дрібномасштабних картах інтегральних об'єктів, що замінюють собою групу реальних на місцевості. Наприклад, зобразити одним контуром цілий квартал у містах замість окремих будівель, що складають такий квартал, але не утворюють суцільної забудови[1].
- Узагальнення контурів. Спрощення геометрії зображуваних об'єктів через зменшення точок повороту на звивистих лініях. Наприклад, виключення дрібних звивин ізогіпс через дрібномасштабні процеси ерозії, якщо про такі процеси можна скласти загальне уявлення через інші об'єкти зображені на карті (позначки ярів, урвищ, загальний кардіоїдний характер паралельних горизонталей)[1].
- Поєднання контурів. Зображення одним контуром групи контурів однотипних об'єктів. Наприклад, декілька однотипних контурів озер замість десятків реальних контурів озер і озерців у гумідному кліматі. Такий метод є досить складним і може призводити до невірного дешифрування місцевості[1].
- Зміщення зображення. Штучне зміщення реальних об'єктів місцевості заради узагальнення і поєднання контурів, вирішення проблеми накладення один на одного дрібних об'єктів. Наприклад, при узагальненні контуру річища річки часто буває потреба змістити реальне положення пунсонів населених пунктів на її берегах, подовжити або вкоротити контур приток. Призводить до штучного спотворення зображуваної місцевості[1].
- Показ об'єктів з перебільшенням. Показ надто дрібних, але важливих для відтворення реального стану зображуваної місцевості, об'єктів. Наприклад, острови на водоймах, контури бухт на береговій лінії, поодинокі невеличкі озера і стави, особливо у посушливій місцевості[1].

- спрощення;
- згладжування;
- агрегація (регіоналізація);
- типізація;
- символізація;
- перебільшення;
- переміщення;